# Lhotka (Olešnice)

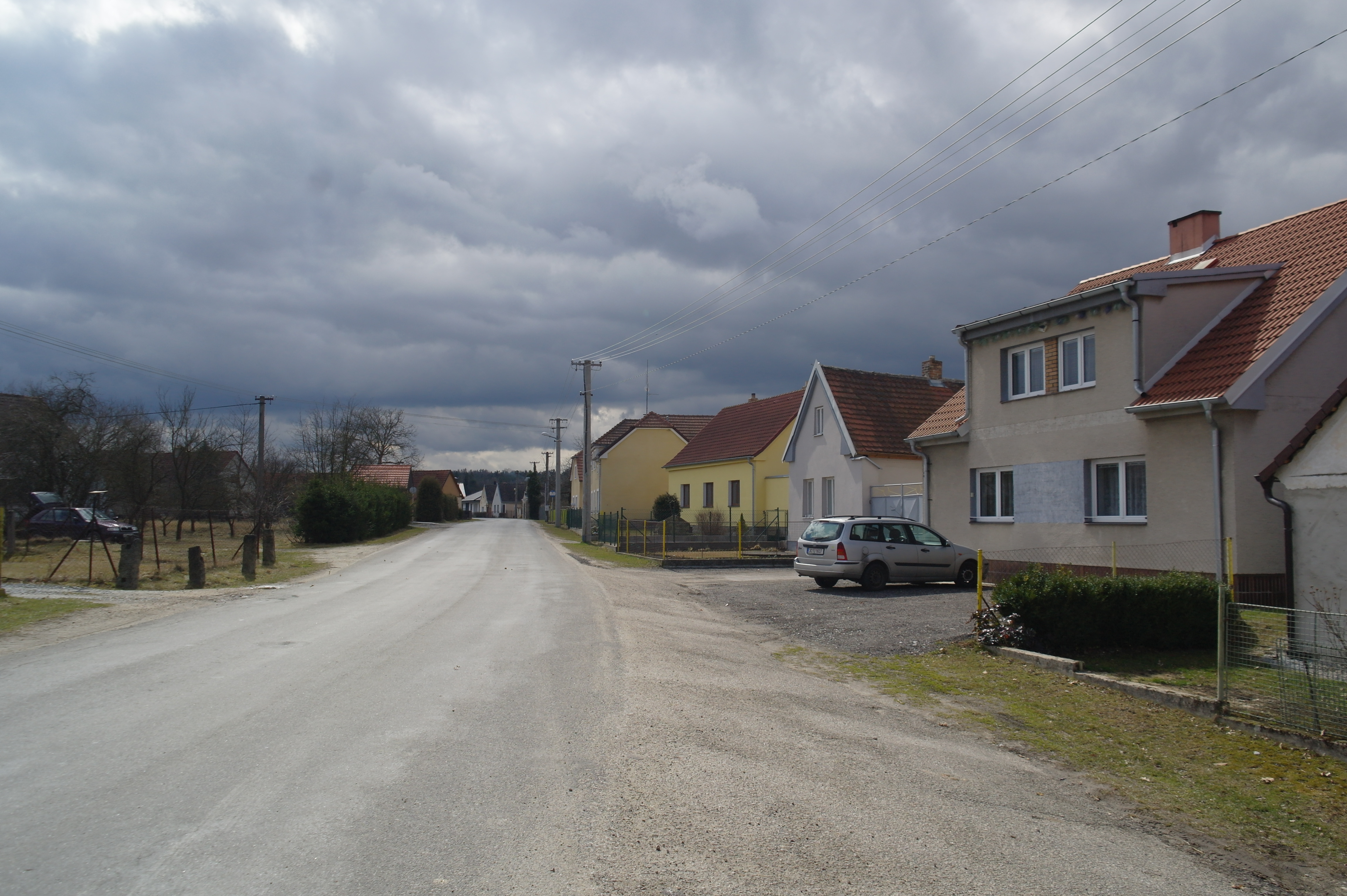
Ortsansicht

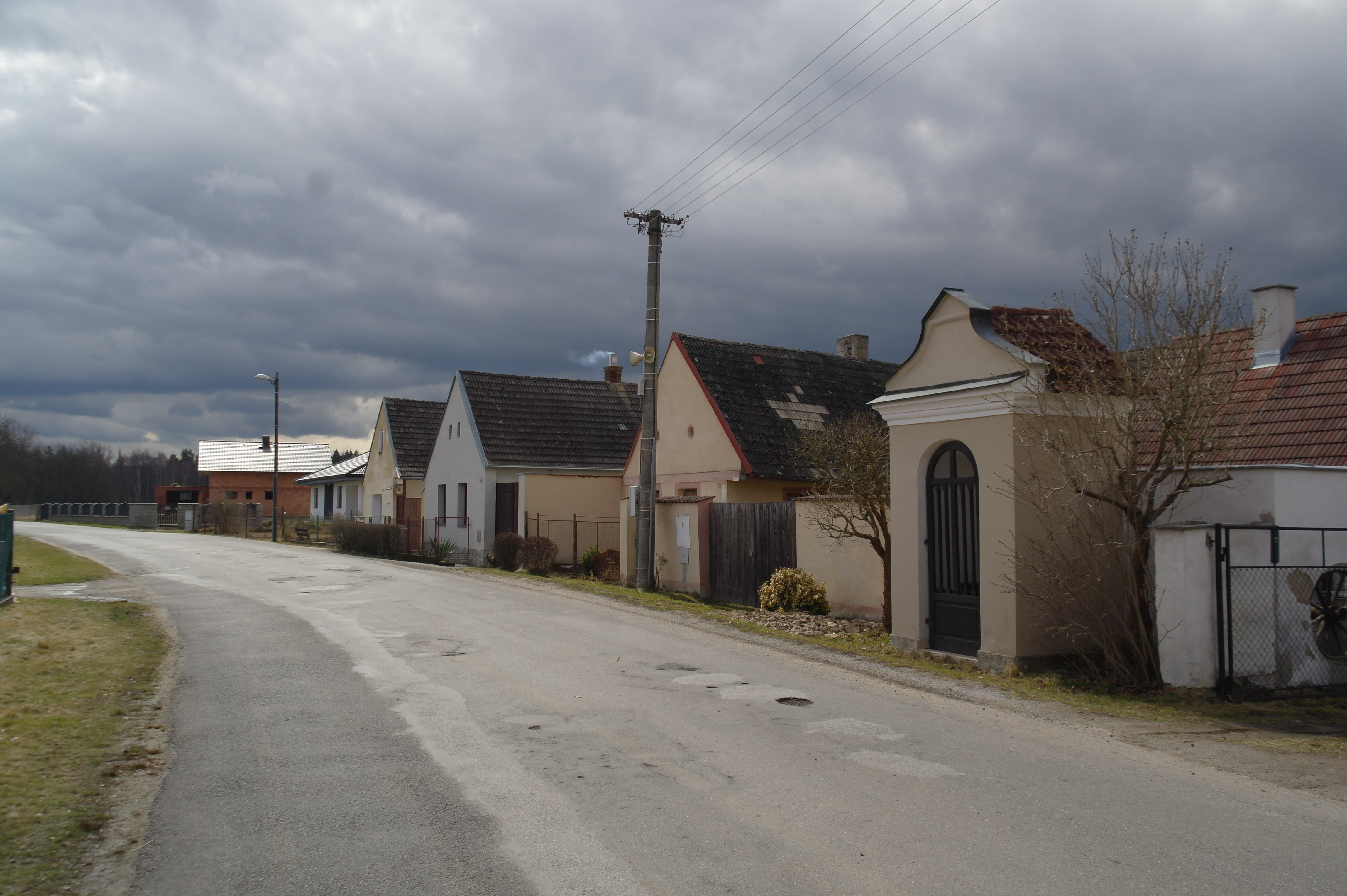
Häuser und Nischenkapelle an der Straße nach Olešnice

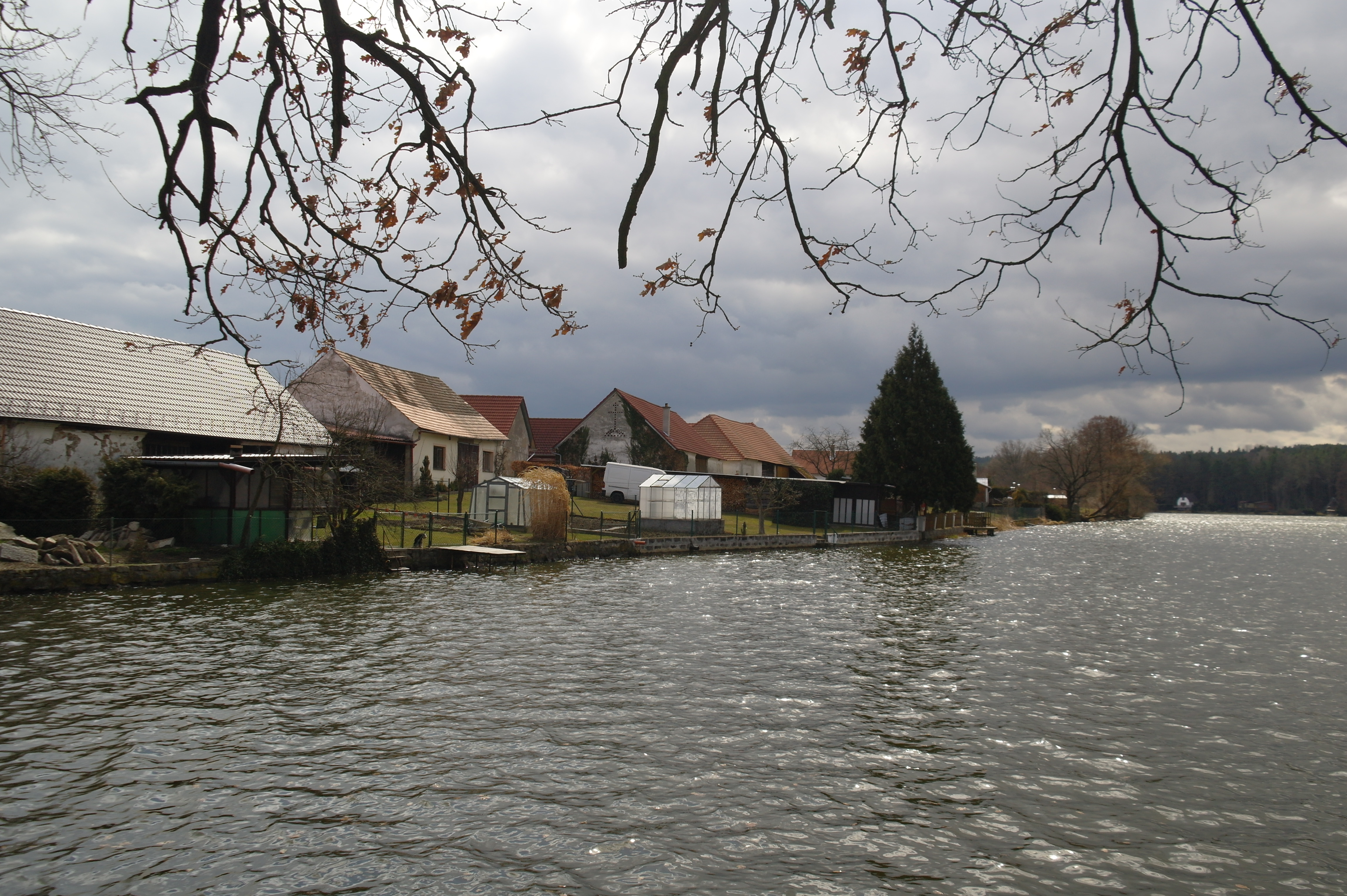
Häuser am Ufer des Teiches Lhotka

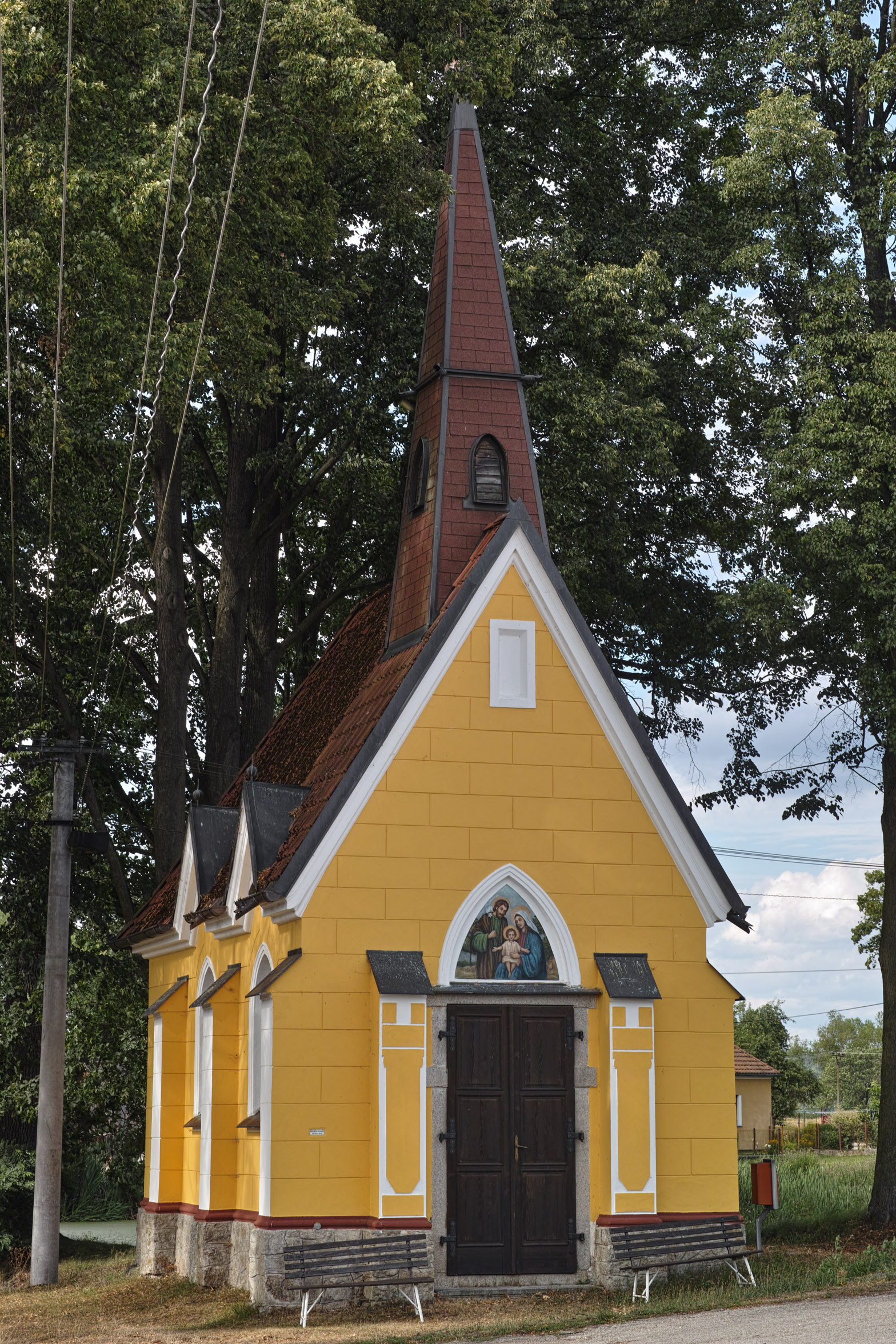
Kapelle der hl. Familie

Lhotka ist ein Ortsteil der Gemeinde Olešnice (Elexnitz) in Tschechien. Das Dorf liegt fünf Kilometer nordöstlich von Trhové Sviny (Schweinitz) und gehört zum Okres České Budějovice.

## Geographie
Das Platzdorf Lhotka befindet sich rechtsseitig des Žárský potok (Sohorser Bach) in einem Teichgebiet am Rande des Wittingauer Beckens (Třeboňská pánev). Östlich des Dorfes erstreckt sich der Borek (Zborekteich), dahinter liegen die Teiche Velká Jitra (Großer Barlosteich) und die Malá Jitra. Gegen Südosten liegen der Hadlíř (Hadlirzteich), der Velký Bartoš und der Malý Bartoš. Unmittelbar westlich des Dorfes steht der Damm des Teiches Lhotka (Lhotkateich), in dem der Žárský potok aufgestaut wird.
Nachbarorte sind Vlčinec, Brouskův Mlýn (Brousekmühle) und Na Zastávce im Norden, Jílovice (Jilowitz), U Svitáků (Swietag), U Kudlátů (Kudleta) und Červený Mlýn (Rothmühle) und Lospecen im Nordosten, Těšinov (Tieschin) und U Řežábů (Reschab) im Osten, Terezín (Theresienfreud), Petříkov (Petersin), U Koudelů (Koudela) und Na Jandovci im Südosten, Na Robotské, Na Hvízdalce, Olešnice, Trosky und V Řičkách im Süden, Rejta, Bukvice (Bukwitz) und Trhové Sviny im Südwesten, Na Hvízdalkách, Budinka und Třebíčko (Klein Triebsch) im Westen sowie Třebeč (Triebsch) im Nordwesten.

## Geschichte
Lhotka ist eine der zahlreichen nach dem Lhotensystem angelegten Ortschaften. Die erste schriftliche Erwähnung des zum Gut Olešnice gehörigen Dorfes erfolgte im Jahre 1375. Später wurde Lhotka dem Gut Ostrolovský Újezd zugeschlagen. In der Mitte des 16. Jahrhunderts erwarben die Herren Kořensky von Tereschau  das Gut. Johann Lukas Kořensky, ein Sohn des Bechiner Kreishauptmanns Wenzel Franz Kořensky von Tereschau, verkaufte das Gut im Jahre 1692 an die königliche Stadt Budweis.  Im Zuge  der Errichtung der neuen Pfarrei Ellexnitz wurde Lhotka 1787 derselben zugewiesen. 1788 bestand Lhotka bzw. Melhotka aus 17 Häusern.
Im Jahre 1840 bestand das im Budweiser Kreis zwischen dem Lhotker Teich und Borekteich gelegene Dorf Lhotka aus 22 Häusern mit 137 tschechischsprachigen Einwohnern. Zu Lhotka konskribiert war die aus einer emphyteutisierten Mühle bestehende Einschicht Rothmühle. Pfarr- und Schulort war Ellexnitz. Bis zur Mitte des 19. Jahrhunderts blieb Lhotka dem der Stadt Budweis gehörigen Gut Ostrolow-Augezd untertänig.
Nach der Aufhebung der Patrimonialherrschaften bildete Lhotka ab 1850 einen Ortsteil der Gemeinde Olešnice /Elexnitz im Gerichtsbezirk Schweinitz. 1868 wurde das Dorf dem Bezirk Budweis zugeordnet. Im Jahre 1869 bestand Lhotka aus 24 Häusern und hatte 133 Einwohner. Im Jahre 1900 hatte Lhotka 129 Einwohner, 1910 waren es 139.
Nach dem Ersten Weltkrieg zerfiel der Vielvölkerstaat Österreich-Ungarn, das Dorf wurde 1918 Teil der neu gebildeten Tschechoslowakischen Republik. Im Jahre 1920 löste sich Lhotka von Olešnice los und bildete eine eigene Gemeinde. Beim Zensus von 1921 lebten in den 28 Häusern des Dorfes 130 Tschechen. 1930 lebten in den 30 Häusern von Lhotka 113 Personen. Nach dem Münchner Abkommen verblieb Lhotka im Oktober 1938 bei der Tschechoslowakei; zwischen 1939 und 1945 gehörte die Gemeinde zum Protektorat Böhmen und Mähren. Nach dem Ende des Zweiten Weltkrieges kam Lhotka zur wiedererrichteten Tschechoslowakei zurück. 1949 wurde die Gemeinde Teil des neu gebildeten Okres Trhové Sviny. 1950 bestand Lhotka aus 24 Häusern und hatte 91 Einwohner. Im Zuge der Gebietsreform von 1960 wurde Lhotka dem Okres České Budějovice zugeordnet und 1961 nach Třebeč eingemeindet. Im Jahre 1970 lebten in den 22 Häusern von Lhotka 72 Personen. Am 1. Juli 1975 erfolgte die Umgemeindung nach Olešnice. 1991 lebten in den 25 Häusern des Dorfes 36 Personen. Beim Zensus von 2011 hatte Lhotka 25 Einwohner und bestand aus 31 Wohnhäusern.

## Ortsgliederung
Zu Lhotka gehört die Einschicht Červený Mlýn (Rothmühle). Der Ortsteil Lhotka bildet den Katastralbezirk Lhotka u Třebče.

## Sehenswürdigkeiten
- Kapelle der hl. Familie, im nördlichen Teil des Dorfes
- Nischenkapelle, im südlichen Teil des Dorfes
- Mehrere Vierseithöfe, teils im südböhmischen Bauernbarockstil